# Gien-sur-Cure
Gien-sur-Cure is een gemeente in het Franse departement Nièvre (regio Bourgogne-Franche-Comté) en telt 116 inwoners (2009). De plaats maakt deel uit van het arrondissement Château-Chinon (Ville).

## Geografie
De oppervlakte van Gien-sur-Cure bedraagt 11,1 km², de bevolkingsdichtheid is 10,5 inwoners per km².
De onderstaande kaart toont de ligging van Gien-sur-Cure met de belangrijkste infrastructuur en aangrenzende gemeenten.

## Demografie
Onderstaande figuur toont het verloop van het inwonertal (bron: INSEE-tellingen).